# Reichshof Hamburg
Koordinaten: 53° 33′ 17,2″ N, 10° 0′ 30,7″ O
Das Hotel Reichshof ist ein 1910 eröffnetes Hotel im neoklassizistischen, großbürgerlichen Stil am Hamburger Hauptbahnhof in der Nähe des Deutschen Schauspielhauses. Es war von Ende Mai 2014 bis Juli 2015 geschlossen, wurde renoviert und als Vier-Sterne-Hotel mit dem Zusatz Superior wiedereröffnet. Seitdem firmierte es als „Reichshof Hamburg, Curio Collection by Hilton“. Ende Juli 2021 hat das Haus die Hilton-Hotelkette verlassen.

## Geschichte
Im Jahr 1906 wurde der Grundstein für den Gebäudekomplex gelegt. Das Grundstück befand sich auf noch unbebautem Boden, der Hauptbahnhof gegenüber wurde gerade erst aufgebaut. Begründer und Erbauer des Hotels Reichshof war Anton-Emil Langer (1864–1928), ehemaliger Küchendirektor auf den Ocean-Linern der Reederei HAPAG. Die Familie besaß bereits das Hotel „Esplanade“ und 27 weitere Hotels und Pensionen.
Einfluss auf die Gestaltung des Hotels Reichshof übte auch ein guter Freund Langers aus, der Reeder und HAPAG-Generaldirektor Albert Ballin, der als ehemaliger Leiter des Passagierdienstes fundierte Kenntnisse aus dem Kreuzfahrtbetrieb mitbrachte.
Nach dem Tod von Anton-Emil Langer leitete seine Ehefrau Martha, geb. Bretschneider (1884–1973) das Haus, ab 1968 der jüngste Sohn Herbert-Emil (1919–1983), nach dessen Tod seine zweite Ehefrau Ingeborg (geb. 1938). Sie lebte nach dem Verkauf des Hotels 1989 bis ins hohe Alter im familiären Anwesen an der Elbe.
Der Architekt Heinrich („Hendrik“) Mandix plante und gestaltete das Gebäude im Reformstil mit barocken und klassizistischen Anklängen. Bei der Eröffnung im Jahr 1910 zählte es zu den größten Hotels Europas und war damals das größte Hotel in Deutschland. Seinen Namen erhielt es zu Ehren von Kaiser Wilhelm II. Mit fließendem Wasser, elektrischem Strom und Telefonanschluss auf jedem Zimmer hatte es eine hochmoderne Ausstattung. Wegweisende Technik waren auch die Autogarage und die hydraulischen Aufzüge. 50 Zimmer hatten sogar ein „Privatbad“. Der Reichshof war das erste Hotel, das Einheitspreise für die Übernachtung einführte – die Übernachtung mit Frühstück kostete 3,50 Mark pro Person.
1989 wurde bei Bauarbeiten in einem bis dahin zugemauerten Raum ein versteckter „Silberschatz“ aus mehreren tausend Teilen gefunden. Während der Kriegszeit hatten die früheren Besitzer das Hotelsilber dort offenbar in Sicherheit gebracht: Silberbestecke, schwere Flambierpfannen und Servierplatten, Sektkühler und komplette Porzellan-Ausstattungen, zum Teil in feinstem Jugendstil, von denen ein Teil 2011 ausgestellt wurde.
Betreiber des Hotels war ab 1989 die Hotelkette „Maritim“ mit dem Geschäftsführer Gerd Prochaska. Hoteldirektor war seit 2008 Ralf Adamczyk. Das Haus wurde als Vier-Sterne-Hotel geführt und hatte zuletzt rund 100 Mitarbeiter, als Ende Mai 2014 der Pachtvertrag auslief und von Maritim nicht verlängert wurde. Interessenten für die Immobilie waren die französische Accor-Gruppe (damals 16 Hotels in Hamburg) und die Event-Hotelgruppe aus Köln, mit der die US-Investment-Firma Blackstone (u. a. Hilton-Hotels) bereits 2007 beim Kauf der ehemaligen Interhotels der DDR zusammengearbeitet hatte. Nach dem Verkauf der Immobilie 2014 an Blackstone wurde das Hotel für über 30 Millionen Euro saniert.

## Ausstattung
Das Hotel verfügte bis 2014 in sechs Etagen über 303 Zimmer mit 15 bis 35 Quadratmeter, darunter zwei Suiten mit 45 Quadratmeter und ein „Themenzimmer St. Pauli“, mit insgesamt 465 Betten. Es war mit Schwimmbad, Sauna und Dampfbad ausgestattet. Außerdem gab es 14 Tagungs- und Banketträume mit moderner Tagungstechnik für bis zu 400 Personen.
Zur Wiedereröffnung 2015 gab es 278 Gästezimmer, sechs Junior-Suiten und drei One-Bedroom-Suiten, zehn Konferenz- und Tagungsräume sowie einen Spa- und Fitnessbereich.

## Gastronomie
Das „Stadt Restaurant“ wird als „Herzstück des Hauses“ bezeichnet. Der Speisesaal wurde von den Schiffsausstattern Friese aus Kiel, die bereits die Cap Polonio ausgestattet hatten, mit Holzvertäfelung und umlaufender Empore wie ein Restaurant auf einem Kreuzfahrtschiff gestaltet. Das Wasser wird aus dem 1937 hergestellten hauseigenen, 160 Meter tiefen Brunnen bezogen. Die Hotel-Bar wurde in den 1920er Jahren im Art-Déco-Stil errichtet und zur Neueröffnung 2015 restauriert. Eine Executive Lounge, wie in vielen Hotels der Hilton Gruppe üblich, gibt es im Reichshof nicht.

## Denkmalschutz
Das Gebäude wurde im Zweiten Weltkrieg nur wenig zerstört und steht unter Denkmalschutz. Ein großer Teil der alten Stilelemente ist im Original erhalten: vom Mobiliar über die Kacheln und Leuchter bis hin zu den holzvertäfelten Separees. Im Eingangsbereich gibt es Säulen aus italienischem Marmor, schwere Kronleuchter und aufwändige Holzarbeiten.

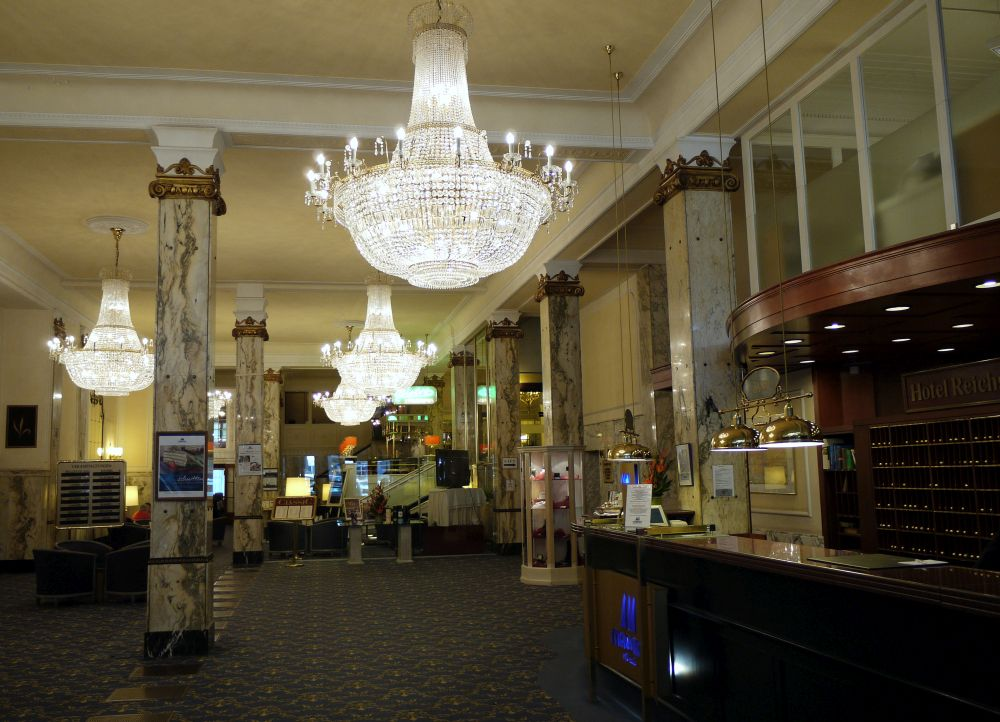
Rezeption
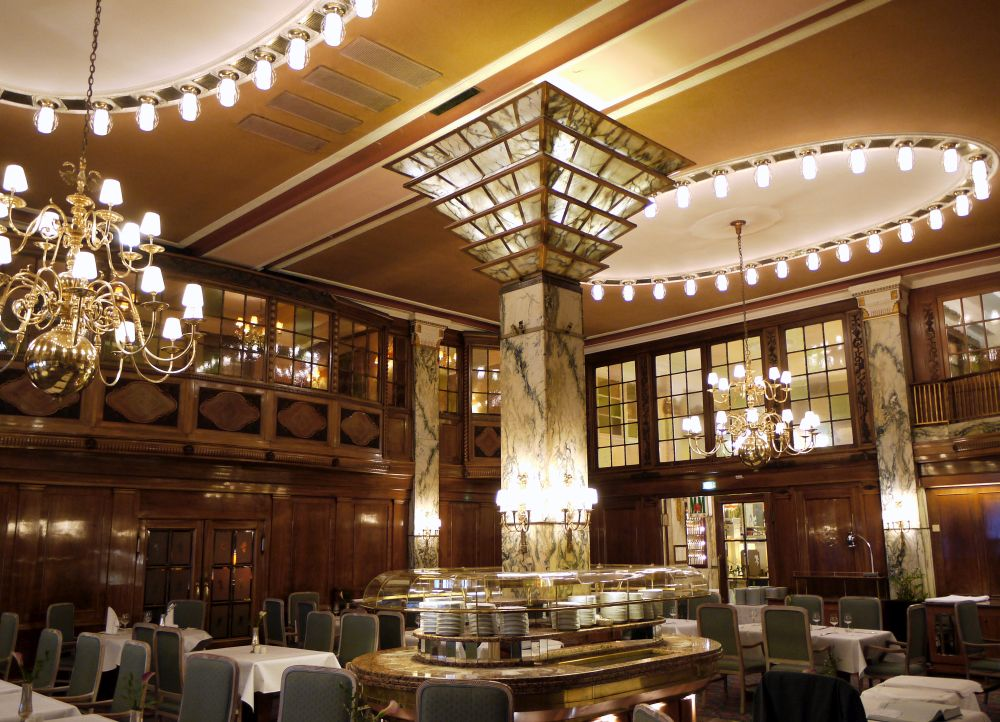
Speisesaal 02
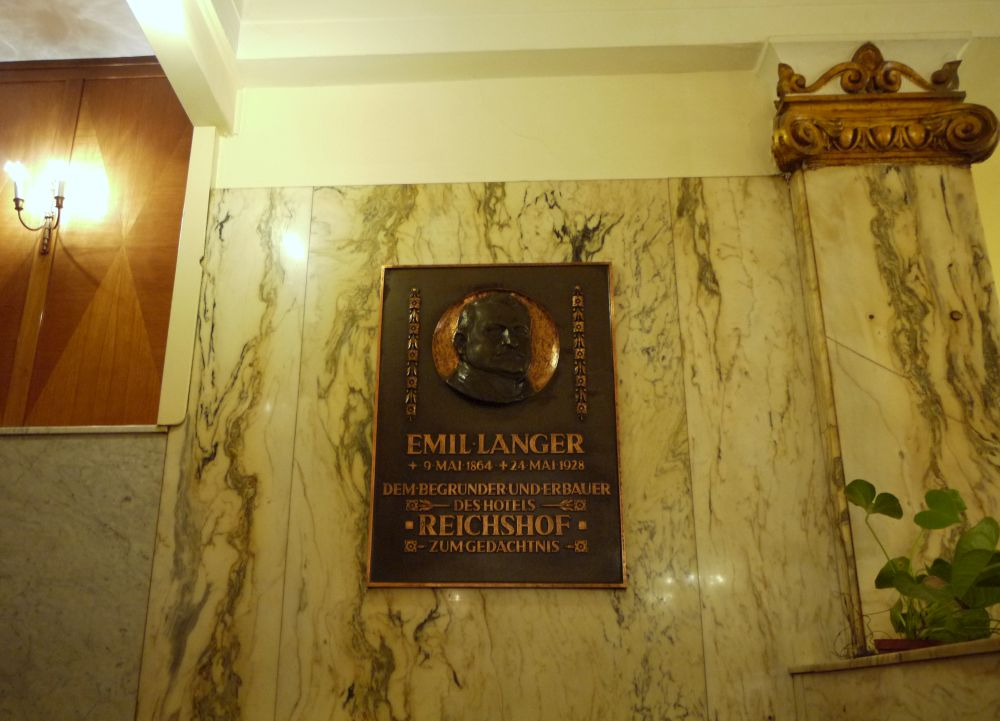
Gedenktafel Emil Langer